# Institut national pédiatrique du Mexique
L'Institut National Pédiatrique du Mexique est une institution d'assistance publique appartenant au Secrétariat de Santé du Mexique. Sa spécialité est la pédiatrie. Il fait partie d'un système de 12 hôpitaux de grandes spécialités du service de santé publique du Mexique. Il a été fondé le 6 novembre 1970, sous le nom d'Hôpital infantile de l'Institution Mexicaine d'Assistance à l'Enfance (IMAN). Le 19 avril 1983, un arrêté du président du Mexique, Miguel de la Madrid, est publié dans le Journal Officiel de la Fédération pour lui attribuer son nom actuel, son autonomie et sa décentralisation sous la coordination du Secrétariat de Santé,,,.

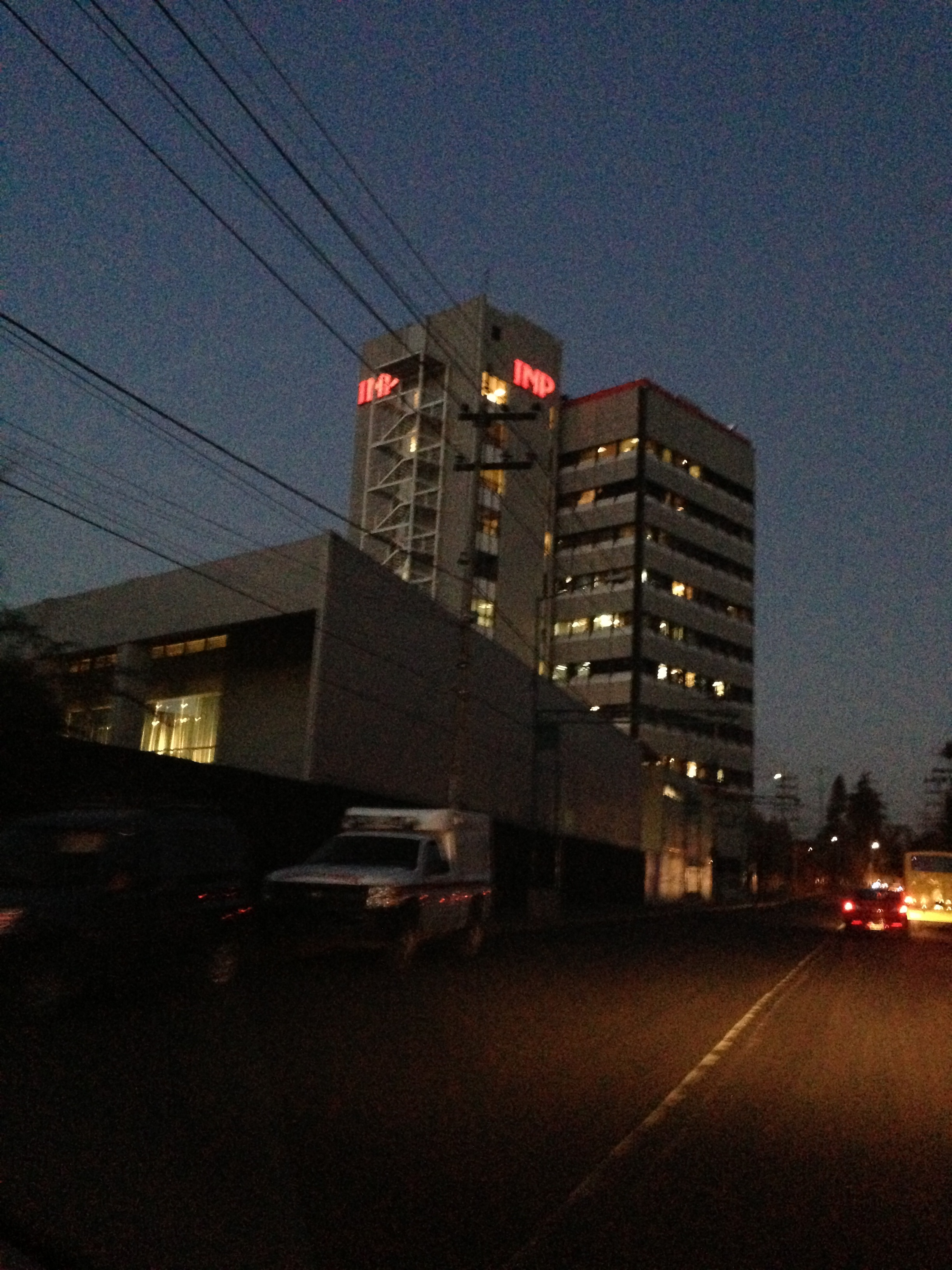
Institut National Pédiatrique, localisé à Coyoacan, à Mexico.

Il se trouve placé dans la colonie Cuicuilco. Il a pour objectifs de former des spécialistes en pédiatrie au niveau national comme international.